# Курманович Віктор Йосипович
Ві́ктор Курмано́вич (26 листопада 1876, с. Велика Вільшаниця, нині Золочівська міська громада, Львівська область — 18 жовтня 1945, м. Одеса) — український військовий діяч, підполковник австро-угорської армії, генерал-чотар УГА, командир групи «Жовква», потім — групи «Північ» і І корпусу УГА.
Борець за незалежність України у XX сторіччі.

## Життєпис

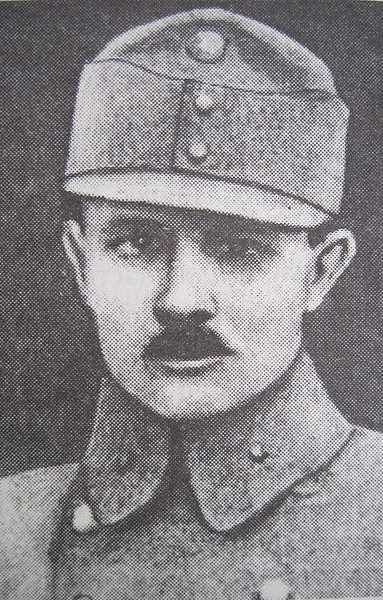
Генерал УГА Віктор Курманович в молодості

Народився 26 листопада 1876 року в селі Велика Вільшаниця, нині Золочівський район, Львівська область, Україна (тоді Золочівського повіту, Королівство Галичини та Володимирії, Австро-Угорщина) в сім'ї священика УГКЦ Йосипа Курмановича.
Батько віддав сина після закінчення п'ятого класу в гімназії до кадетської школи у Львові, звідки був скерований на навчання у військову академію. Після її закінчення він одержав призначення в Генеральний Штаб австрійської армії.
В час Першої світової війни потрапив у російський полон, проте в тюрмі він був не довго. Його обміняли за офіцера російської армії, що був в австрійському полоні. Після полону він опинився на передовій, в окопах, які стали ледь не його домівкою на довгі роки війни.
Він пройшов шлях від офіцера австро-угорської армії (підполковник (Oberstleutnant) з 1 лютого 1917) до генерала Галицької армії.
Після розвалу Австро-Угорської імперії він уже в рядах ЗУНР і в другій половині листопада 1918 р. полковник Курманович прибув до Тернополя (де був осідок Державного Секретаріату Військових справ) (військовий міністр) і йому наказано очолити північне крило вже українсько-польського фронту. Від грудня 1918 командував групою «Північ»: — сокальська, угнівська, белзька, равська, яворівська та янівська «партизанські» групи об'єдналися у військове з'єднання «Північ», встановивши український контроль над територією північніше Львова — Янова — Яворова, західніше Рави-Руської — Белза — Сокаля і до Волині. Пізніше він був підвищений у званні до генерала-четаря Галицької армії. Від лютого 1919 р. — Державний секретар військових справ УНР.
Кінцем квітня — початком травня 1919 року Головнокомандувач Галицької армії М. Омелянович-Павленко та начальник штабу В. Курманович подали рапорти про свою відставку, одначе Президент ЗОУНР Є.Петрушевич її не прийняв.
11 серпня 1919 для спільних дій об'єднаних сил українських армій сформовано Штаб Головного отамана (ШГО), який об'єднав штаб Дієвої армії та Начальну команду Галицької армії; начальником штабу став генерал М.Юнаків, квартирмейстером — представника УГА генерал В. Курманович, начальником оперативного відділу — референт Є.Петрушевича з військових питань, підполковник К. Долежаль.На початку 1920 р. УГА перестала існувати. Після ліквідації табору інтернованих частин УГА 1923 p. генерал поселився у Відні.
У міжвоєнні роки В. Курманович брав активну участь у громадсько-політичному житті української еміграції, діяльності військових організацій. Він тісно співпрацював з УВО і ОУН полковника Є. Коновальця, обирався членом Проводу Українських Націоналістів, заступником голови Української Національної Організації в Німеччині, був організатором багатьох заходів військової еміграції.
У роки Другої світової війни генерал був одним з активних організаторів створення української дивізії «Галичина».
Після закінчення Другої світової війни, у 1945 році радянська спецслужба заарештувала В. Курмановича і завезла до тюрми в місті Одеса.
Помер 18 жовтня 1945 в Одесі, нині Україна (тоді Українська РСР, СРСР) у лікарні внутрішньої тюрми НКВС.

## Нагороди Австро-Угорщини
- Орден Залізної Корони 3-го класу з військовою відзнакою і мечами (1917)[3]
- Хрест Військових Заслуг 3-го класу з військовою відзнакою і мечами[4]
- Бронзова медаль «За військові заслуги»[4]
- Військовий Хрест Карла[4]
- Хрест «За вислугу років» 3-го класу[4]
- Ювілейна пам'ятна медаль 1898[4]
- Ювілейний хрест[4]
- Пам'ятний хрест 1912/13[4]
- Пам'ятна військова медаль (Австрія) з мечами

## Вшанування пам'яті
У Львові є Вулиця Генерала Курмановича.